# Lophoptera hampsoni
Lophoptera hampsoni là một loài bướm đêm trong họ Noctuidae.